# 維爾鎮區 (印地安納州戴維斯縣)
維爾鎮區（英語：Veale Township）是位於美國印地安納州戴維斯縣的一個行政鎮區。

## 地方資料
根據2010年美國人口普查的數據，維爾鎮區的面積為76.80平方千米，當中陸地面積為75.40平方千米，而水域面積為1.40平方千米。當地共有人口1095人，而人口密度為每平方千米14.26人。